# Brommat
Brommat – miejscowość i gmina we Francji, w regionie Oksytania, w departamencie Aveyron. W 2013 roku populacja gminy wynosiła 663 mieszkańców. Przez gminę przepływa rzeka Truyère. 

## Zabytki
Zabytki w miejscowości posiadające status monument historique:
- zamek Albinhac (fr. Château d'Albinhac)
- kościół św. Rocha (fr. Saint-Roch)
- kościół św. Antyma i Saturnina (fr. Saint-Anthime-et-Saint-Saturnin)
- kościół św. Cyryca i Julity (fr. Église Saint-Cyrice-et-Sainte-Juliette)
- dom z XV wieku (fr. Maison du XVe siècle)